# Air Nunavut
Air Nunavut je kanadská charterová letecká společnost provozující lety v severním Québecu, kanadské Arktidě a Grónsku. Funguje ze dvou uzlových letišť Iqaluit a Oshawa, přičemž v Oshawě i sídlí.
Společnost byla založena roku 1989 jako Air Baffin. Licenci k provozu charterových letů obdržela 22. prosince. Roku 1996 byla přejmenována na Air Nunavut.

## Destinace
| Země    | Destinace          | Letiště                                  | Letiště | Letiště |
| Země    | Destinace          | Název                                    | IATA    | ICAO    |
| ------- | ------------------ | ---------------------------------------- | ------- | ------- |
| Grónsko | Ilulissat          | Letiště Ilulissat                        | JAV     | BGJN    |
| Grónsko | Nuuk               | Letiště Nuuk                             | GOH     | BGGH    |
| Island  | Akureyri           | Letiště Akureyri                         | AEY     | BIAR    |
| Island  | Egilsstaðir        | Letiště Egilsstaðir                      | EGS     | BIEG    |
| Island  | Keflavík           | Letiště Keflavík                         | KEF     | BIKF    |
| Island  | Reykjavík          | Letiště Reykjavík                        | RKV     | BIRK    |
| Island  | Þórshöfn           | Letiště Þórshöfn                         | THO     | BITN    |
| Kanada  | Akulivik           | Letiště Akulivik                         | AKV     | CYKO    |
| Kanada  | Arctic Bay         | Letiště Arctic Bay                       | YAB     | CYAB    |
| Kanada  | Arviat             | Letiště Arviat                           | YEK     | CYEK    |
| Kanada  | Baker Lake         | Letiště Baker Lake                       | YBK     | CYBK    |
| Kanada  | Brevoort           | Přistávací dráha Brevoort                | XAS     | CWOB    |
| Kanada  | Cambridge Bay      | Letiště Cambridge Bay                    | YCB     | CYCB    |
| Kanada  | Cape Dyer          | Letiště Cape Dyer                        | YVN     | CYVN    |
| Kanada  | Chesterfield Inlet | Letiště Chesterfield Inlet               | YCS     | CYCS    |
| Kanada  | Clyde River        | Letiště Clyde River                      | YCY     | CYCY    |
| Kanada  | Coral Harbour      | Letiště Coral Harbour                    | YZS     | CYZS    |
| Kanada  | Dewar Lakes        | Letiště Dewar Lakes                      | YUW     | CYUW    |
| Kanada  | Eureka             | Letiště Eureka                           | YEU     | CYEU    |
| Kanada  | Gjoa Haven         | Letiště Gjoa Haven                       | YHK     | CYHK    |
| Kanada  | Grise Fiord        | Letiště Grise Fiord                      | YGZ     | CYGZ    |
| Kanada  | Goldex             |                                          | -       | -       |
| Kanada  | Hay RIver          | Letiště Hay River/Merlyn Carter          | YHY     | CYHY    |
| Kanada  | Igloolik           | Letiště Igloolik                         | YGT     | CYGT    |
| Kanada  | Inukjuak           | Letiště Inukjuak                         | YPH     | CYPH    |
| Kanada  | Inuvik             | Letiště Inuvik (Mike Zubko)              | YEV     | CYEV    |
| Kanada  | Iqaluit            | Letiště Iqaluit                          | YFB     | CYFB    |
| Kanada  | Kangiqsualujjuaq   | Letiště Kangiqsualujjuaq (Georges River) | XGR     | CYLU    |
| Kanada  | Kangiqsujuaq       | Letiště Kangiqsujuaq (Wakeham Bay)       | YWG     | CYKG    |
| Kanada  | Kangirsuk          | Letiště Kangirsuk                        | YKG     | CYAS    |
| Kanada  | Kinngait           | Letiště Cape Dorset                      | YTE     | CYTE    |
| Kanada  | Kivitoo            |                                          | -       | -       |
| Kanada  | Kugaaruk           | Letiště Kugaaruk                         | YBB     | CYBB    |
| Kanada  | Kugluktuk          | Letiště Kugluktuk                        | YCO     | CYCO    |
| Kanada  | Kuujjuaq           | Letiště Kuujjuaq                         | YVP     | CYVP    |
| Kanada  | Kuujjuarapik       | Letiště Kuujjuarapik                     | YGW     | CYGW    |
| Kanada  | Mackar Inlet       |                                          | -       | CWUU    |
| Kanada  | Mary River         | Letiště Mary River                       | YMV     | -       |
| Kanada  | Meadowbank         | Letiště Meadowbank                       | -       | -       |
| Kanada  | Naujaat            | Letiště Naujaat                          | YUT     | CYUT    |
| Kanada  | Pangnirtung        | Letiště Pangnirtung                      | YXP     | CYXP    |
| Kanada  | Pond Inlet         | Letiště Pond Inlet                       | YIO     | CYIO    |
| Kanada  | Puvirnituq         | Letiště Puvirnituq                       | YPX     | CYXP    |
| Kanada  | Qikiqtarjuaq       | Letiště Qikiqtarjuaq                     | YVM     | CYVM    |
| Kanada  | Quaqtaq            | Letiště Quaqtaq                          | YQC     | CYHA    |
| Kanada  | Raglan             | Letiště Katinniq/Donaldson               | YAU     | -       |
| Kanada  | Rankin Inlet       | Letiště Rankin Inlet                     | YRT     | CYRT    |
| Kanada  | Resolute           | Letiště Resolute Bay                     | YRB     | CYRB    |
| Kanada  | Salluit            | Letiště Salluit                          | YZG     | CYZG    |
| Kanada  | Sanikiluaq         | Letiště Sanikiluaq                       | YSK     | CYSK    |
| Kanada  | Sanirajak          | Letiště Hall Beach                       | YUX     | CYUX    |
| Kanada  | Taloyoak           | Letiště Taloyoak                         | YYH     | CYYH    |
| Kanada  | Ulukhaktok         | Letiště Ulukhaktok/Holman                | YHI     | CYHI    |
| Kanada  | Umiujaq            | Letiště Umiujaq                          | YUD     | CYMU    |
| Kanada  | Victor             | Letiště Victor Mine                      | -       | -       |
| Kanada  | Whale Cove         | Letiště Whale Cove                       | YXN     | CYXN    |
| Zdroj:  |                    |                                          |         |         |

## Flotila
| Letoun                           | Počet | Ref.                |
| -------------------------------- | ----- | ------------------- |
| Beechcraft King Air 200          | 3     | [ 7 ] [ 8 ]         |
| Beechcraft King Air 200B         | 1     | [ 7 ]               |
| Dassault Falcon 10               | 7     | [ 7 ] [ 9 ] [ 10 ]  |
| Dassault Mystère Falcon 20-F5    | 1     | [ 7 ] [ 11 ] [ 12 ] |
| Dassault Mystère Falcon 200      | 1     | [ 7 ]               |
| Dassault Falcon 900EX            | 1     | [ 7 ]               |
| Dassault Fan Jet Falcon Series F | 1     | [ 7 ]               |